# Arnhem Zuid
Arnhem Zuid – stacja kolejowa w Arnhem, w prowincji Geldria, w Holandii. Znajdują się tu 2 perony.